# Episodi di Femme Fatales - Sesso e crimini (prima stagione)
La prima stagione della serie televisiva Femme Fatales - Sesso e crimini è stata trasmessa negli Stati Uniti da Cinemax dal 13 maggio 2011 al 5 agosto 2011.
In Italia è stata trasmessa da Sky Uno.
| nº | Titolo originale      | Titolo italiano                         | Prima TV USA   | Prima TV Italia   |
| -- | --------------------- | --------------------------------------- | -------------- | ----------------- |
| 1  | Behind Locked Doors   | Dietro le sbarre                        | 13 maggio 2011 | 25 agosto 2011    |
| 2  | Bad Medicine          | Cattiva medicina                        | 20 maggio 2011 | 1º settembre 2011 |
| 3  | Something Like Murder | Delitto imperfetto                      | 27 maggio 2011 | 1º settembre 2011 |
| 4  | Speed Date            | Speed Date                              | 3 giugno 2011  | 8 settembre 2011  |
| 5  | The White Flower      | Il fiore bianco                         | 10 giugno 2011 | 8 settembre 2011  |
| 6  | Girls Gone Dead       | Il sapore della vendetta                | 17 giugno 2011 | 15 settembre 2011 |
| 7  | Haunted               | Demoniache presenze                     | 24 giugno 2011 | 15 settembre 2011 |
| 8  | Angel & Demons        | Angeli e Demoni                         | 1º luglio 2011 | 22 settembre 2011 |
| 9  | Help Me, Rhonda       | Amore impossibile                       | 8 luglio 2011  | 22 settembre 2011 |
| 10 | The Clinic            | La clinica                              | 15 luglio 2011 | 29 settembre 2011 |
| 11 | Till Death Do Us Part | Finché morte non ci separi              | 22 luglio 2011 | 29 settembre 2011 |
| 12 | Visions, Part I       | Il fantastico Mysterium (prima parte)   | 29 luglio 2011 | 6 ottobre 2011    |
| 13 | Visions, Part II      | Il fantastico Mysterium (seconda parte) | 5 agosto 2011  | 6 ottobre 2011    |